# Camponotus pseudolendus
Camponotus pseudolendus är en myrart som beskrevs av Wu och Wang 1989. Camponotus pseudolendus ingår i släktet hästmyror, och familjen myror. Inga underarter finns listade.